# Isola Meighen
L'isola Meighen è un'isola disabitata del territorio di Nunavut, in Canada.

## Geografia
L'isola appartiene al gruppo delle isole della Regina Elisabetta, nell'arcipelago artico canadese. Ha un'area totale di 955 km², misura 56 km in lunghezza, 30 km in larghezza ed è in gran parte coperta da una cappa di ghiaccio.
Nelle strette vicinanze ci sono poche altre isole; si trova a circa 40 km ad ovest dell'isola di Axel Heiberg; tra le due isole, nel canale di Sverdrup, si trovano le isole Fay, di ridotte dimensioni. 4 km a nord, invece, oltre lo stretto di Hose, si trova una piccola isola a forma di mezza luna, chiamata isola Perley.

## Storia
A differenza di molte altre isole artiche canadesi, sull'isola Meighen non è mai stato rinvenuto alcun insediamento Inuit o Thule, pertanto si suppone che l'isola non sia mai stata abitata, probabilmente a causa della posizione eccessivamente settentrionale.
Il primo avvistamento dell'isola di cui si sappia risale al 1916, durante la spedizione artica canadese di Vilhjalmur Stefansson.
L'isola fu in seguito intitolata ad Arthur Meighen, il nono primo ministro del Canada.